# WKE '16
WKE ’16 (Woonwagenkamp Emmen 2016) is een amateurvoetbalvereniging uit Emmen, Drenthe, Nederland.

## Algemeen
De club werd per 14 juni 2016 opgericht. Het is de opvolgende vereniging van de begin 2016 failliet gegane WKE. Thuishaven is het Sportpark Grote Geert, vernoemd naar een van de oprichters van het oude WKE.

## Standaardelftal
Het standaardelftal speelt in het seizoen 2025/26 in de Tweede klasse van het KNVB-district Noord.
In het seizoen 2016/17 startte het team opnieuw op het laagste niveau in de Vijfde klasse zondag van het KNVB-district Noord. De eerste drie seizoenen werd telkens beëindigd met het klassekampioenschap in respectievelijk 5E, 4D en 3C.

### Erelijst
kampioen Derde klasse: 2019
kampioen Vierde klasse: 2018
kampioen Vijfde klasse: 2017

### Competitieresultaten 2017–heden
| 1 5E |

| 1 4D |

| 1 3C |

| -- 2L |

| -- 2L |

| 4 2L |

| 1 2K |

| 1J |

| Eerste klasse | Tweede klasse | Derde klasse | Vierde klasse | Vijfde klasse |

In elke staaf van de grafiek staat van boven naar beneden vermeld: 
- Eindnotering

Dit is de positie die de club heeft bereikt in de competitie, zonder eventuele beslissings-, play-off- of nacompetitiewedstrijden die nodig zijn geweest om bijvoorbeeld de kampioen van de competitie te bepalen.
Indien een * achter het getal staat is de notering een tussenstand en kan het zijn dat de notering niet overeenkomt met de uiteindelijke eindstand van de competitie.
Staat er een - dan is het seizoen nog bezig en is er geen definitieve uitslag bekend.
Staat er xx op de positie van de notering, dan heeft de club vroegtijdig de competitie verlaten. Dit kan onder andere komen door terugtrekking van het team, faillissement van de club of door een uitgedeelde straf van de KNVB. In veel gevallen staat elders in het artikel de reden vermeld.
Staat er een ? dan is het resultaat uit het verleden onbekend, en is alleen de competitie of het niveau bekend van dat seizoen.
In de seizoenen 2019/20 en 2020/21 werd wegens de coronacrisis het amateurvoetbal afgebroken. Daardoor kennen deze staven geen eindklassering (middels -- weergegeven).
- Competitieniveau en afdelingsletter of Officiële eindstand Eredivisie
  - Competitieniveau en afdelingsletter

Hierbij geeft het getal het niveau weer, dat ook terug te vinden is in de legenda. De letter is de afdelingsaanduiding en wordt gebruikt wanneer er meer afdelingen zijn op hetzelfde niveau. De afdelingsletter is altijd een hoofdletter en wordt meestal zonder nummer gebruikt.
Voorbeeld: 2F is niveau 2e klasse competitie F.
Het competitieniveau en nummer wordt niet vermeld wanneer er slechts één competitie van dit niveau was.
  - Officiële eindstand Eredivisie (getal staat tussen haakjes vermeld)

Sinds de introductie van play-offwedstrijden voor Europees voetbal na afloop van de reguliere competitie in 2005/06, is de KNVB verplicht een eindstand van de Eredivisie door te geven aan de UEFA aan de hand van deze play-offwedstrijden.
Bij deze eindstand staan clubs die zich hebben gekwalificeerd voor Europees voetbal hoger dan clubs die zich niet wisten te kwalificeren. Indien er geen verschil was tussen de eindnotering en de officiële eindstand, staat dit getal niet vermeld.

- Onderafdeling

Hier staat afgekort de naam van de onderafdeling indien de club in dat jaar in een onderafdeling uitkwam. Tevens staat deze afkorting in de legenda en wordt gelinkt naar het artikel over deze onderafdeling. Deze afkorting wordt alleen vermeld wanneer de club in het verleden in verschillende onderafdelingen heeft gespeeld. Deze vermelding is in de staaf altijd in kleine letters. Deze onderafdelingen zijn na het seizoen 1995/96 afgeschaft. Heeft de club in slechts één onderafdeling gespeeld, dan is dit alleen terug te vinden in de legenda.
Onder de staaf staat het jaartal vermeld waarin het seizoen is afgesloten. 15 verwijst naar het seizoen 2014/15 of eventueel het seizoen 1914/15.
Wanneer een staaf leeg is, zijn deze gegevens niet bekend. Het kan ook zijn dat de club dat seizoen niet heeft meegespeeld op het hogere amateurniveau, vroegtijdig de competitie heeft verlaten of uit de competitie is gezet.

In het seizoen 1944/45 was er wegens de Tweede Wereldoorlog geen regulier competitievoetbal.

## WKE (1966-2016)
De vv WKE werd op 14 juni 1966 opgericht door Hendrik 'Grote Geert' Wolters, Jozeph Bakker en Hinneman Hindriks. In maart 2016 werd het standaardelftal, op dat moment spelend op het hoogste amateurniveau in de Topklasse, wegens een faillissement per direct uit de competitie genomen. De B-categorie-elftallen (drie senioren en negen jeugdelftallen) kregen de gelegenheid om het seizoen uit te spelen en zo een doorstart in het opvolgende seizoen mogelijk te maken.

### Geschiedenis
WKE kwam voort uit het woonwagenkamp aan de Sluisvierweg. Bewoners van dit kamp deden vanaf de jaren vijftig met een eigen elftal mee met een plaatselijke bedrijfsvoetbalcompetitie. Na de oprichting startte het standaardelftal in de laagste klasse van de Drentse Voetbalbond, (afdeling Drenthe van de KNVB). Aanvankelijk kwamen de clubspelers voornamelijk uit het woonwagenkamp. De familienamen Hindriks, Oosting en Wolters komen veelvuldig voor in de historie van de club. Vanaf circa 1980 kwamen steeds meer spelers van buiten het woonwagenkamp spelen bij WKE. In het laatste seizoen speelde er geen enkele bewoner van het woonwagencentrum in het standaardelftal.
In 1981 kwam de ploeg voor het eerst uit in de Hoofdklasse. Na een degradatie vierde WKE in 1998 opnieuw promotie naar de Hoofdklasse. Kort daarop volgde weer degradatie en in het seizoen 2002/03 viel de club zelfs terug naar de tweede klasse. Binnen twee jaar was WKE echter terug op het hoogste niveau en in 2007 werd het kampioen van de zondag Hoofdklasse C, toen nog het hoogste amateurniveau. In de strijd om de zondagstitel eindigde WKE als derde.
In 2009 werd opnieuw de titel in de Hoofdklasse C behaald. Vervolgens won het team, getraind door André Paus, na een competitie tegen VV Baronie en Westlandia het kampioenschap van de zondagamateurs. In een dubbele ontmoeting tegen Rijnsburgse Boys werd daarna om het algeheel amateurkampioenschap van Nederland gestreden. Na een 1-0 verlies in Rijnsburg won WKE de terugwedstrijd na strafschoppen. Drie minuten voor het einde stond WKE met 0-2 achter. In de laatste drie minuten scoorde WKE echter drie maal en dwong het zo een verlenging af. In deze verlenging scoorde WKE snel, maar kreeg in de laatste minuut nog een tegentreffer waardoor strafschoppen uitkomst moesten brengen. Voor beide teams gingen de eerste drie strafschoppen mis, maar uiteindelijk trok WKE aan het langste eind door met 2-1 te winnen. Na deze overwinning mocht WKE zich de tweede noordelijke zondagclub noemen die Nederlands kampioen werd. In 2000 ging Achilles 1894 uit Assen hen voor.
Op 13 juni 2011 werd op het sportpark van WHC in Wezep de beslissende wedstrijd van de nacompetitie gevoetbald. WKE won met 0-3 van FC Hilversum en was hierdoor verzekerd van promotie naar de Topklasse. WKE eindigde in het debuutjaar in de Topklasse zondag als promovendus op de derde plaats.
Faillissement
In het voorjaar van 2014 kwam de vereniging VV WKE door aanhoudende financiële problemen in gevaar. De schuld bij de belastingdienst was ongeveer 600.000 euro. Op 11 april werd de complete inboedel van de club in beslag genomen. Kort daarna vroeg de belastingdienst het faillissement aan. De vereniging kon toch door maar in januari 2016 kwam de club opnieuw in acute financiële problemen. Op 16 februari 2016 werd op verzoek van de belastingdienst door de rechtbank in Assen het faillissement uitgesproken. De club ging hiertegen in beroep maar trok het beroep op 1 maart in waarmee het faillissement definitief werd. Het eerste elftal werd meteen door de KNVB uit de competitie gehaald.

### Erelijst
Algemeen amateurkampioen: 2009
Algemeen zondagkampioen: 2009
kampioen Hoofdklasse (C): 2007, 2009
kampioen Eerste klasse: 1981, 1991, 2004
kampioen Tweede klasse: 1979
kampioen Derde klasse: 1976
kampioen Vierde klasse: 1974
winnaar Districtsbeker Noord: 1995
winnaar Supercup amateurs: 2009
Winnaar in 2009

### Competitieresultaten 1974–2016
| 1 4H |

| 4 3C |

| 1 3C |

| 3 2B |

| 2 2B |

| 1 2B |

| 2 1C |

| 1 1C |

| 2 B |

| 12 B |

| 9 B |

| 10 B |

| 12 B |

| 14 B |

| 8 1C |

| 3 1C |

| 6 1C |

| 1 1C |

| 13 B |

| 3 1C |

| 7 1C |

| 4 1C |

| 9 1C |

| 3 1F |

| 3 1F |

| 13 C |

| 2 1F |

| 4 1F |

| 11 1F |

| 2 2K |

| 1 1F |

| 2 C |

| 7 C |

| 1 C |

| 3 C |

| 1 C |

| 5 C |

| 3 C |

| 3 |

| 4 |

| 12 |

| 8 |

| xx |

| Topklasse | Hoofdklasse | Eerste klasse | Tweede klasse | Derde klasse | Vierde klasse |

In elke staaf van de grafiek staat van boven naar beneden vermeld: 
- Eindnotering

Dit is de positie die de club heeft bereikt in de competitie, zonder eventuele beslissings-, play-off- of nacompetitiewedstrijden die nodig zijn geweest om bijvoorbeeld de kampioen van de competitie te bepalen.
Indien een * achter het getal staat is de notering een tussenstand en kan het zijn dat de notering niet overeenkomt met de uiteindelijke eindstand van de competitie.
Staat er een - dan is het seizoen nog bezig en is er geen definitieve uitslag bekend.
Staat er xx op de positie van de notering, dan heeft de club vroegtijdig de competitie verlaten. Dit kan onder andere komen door terugtrekking van het team, faillissement van de club of door een uitgedeelde straf van de KNVB. In veel gevallen staat elders in het artikel de reden vermeld.
Staat er een ? dan is het resultaat uit het verleden onbekend, en is alleen de competitie of het niveau bekend van dat seizoen.
In de seizoenen 2019/20 en 2020/21 werd wegens de coronacrisis het amateurvoetbal afgebroken. Daardoor kennen deze staven geen eindklassering (middels -- weergegeven).
- Competitieniveau en afdelingsletter of Officiële eindstand Eredivisie
  - Competitieniveau en afdelingsletter

Hierbij geeft het getal het niveau weer, dat ook terug te vinden is in de legenda. De letter is de afdelingsaanduiding en wordt gebruikt wanneer er meer afdelingen zijn op hetzelfde niveau. De afdelingsletter is altijd een hoofdletter en wordt meestal zonder nummer gebruikt.
Voorbeeld: 2F is niveau 2e klasse competitie F.
Het competitieniveau en nummer wordt niet vermeld wanneer er slechts één competitie van dit niveau was.
  - Officiële eindstand Eredivisie (getal staat tussen haakjes vermeld)

Sinds de introductie van play-offwedstrijden voor Europees voetbal na afloop van de reguliere competitie in 2005/06, is de KNVB verplicht een eindstand van de Eredivisie door te geven aan de UEFA aan de hand van deze play-offwedstrijden.
Bij deze eindstand staan clubs die zich hebben gekwalificeerd voor Europees voetbal hoger dan clubs die zich niet wisten te kwalificeren. Indien er geen verschil was tussen de eindnotering en de officiële eindstand, staat dit getal niet vermeld.

- Onderafdeling

Hier staat afgekort de naam van de onderafdeling indien de club in dat jaar in een onderafdeling uitkwam. Tevens staat deze afkorting in de legenda en wordt gelinkt naar het artikel over deze onderafdeling. Deze afkorting wordt alleen vermeld wanneer de club in het verleden in verschillende onderafdelingen heeft gespeeld. Deze vermelding is in de staaf altijd in kleine letters. Deze onderafdelingen zijn na het seizoen 1995/96 afgeschaft. Heeft de club in slechts één onderafdeling gespeeld, dan is dit alleen terug te vinden in de legenda.
Onder de staaf staat het jaartal vermeld waarin het seizoen is afgesloten. 15 verwijst naar het seizoen 2014/15 of eventueel het seizoen 1914/15.
Wanneer een staaf leeg is, zijn deze gegevens niet bekend. Het kan ook zijn dat de club dat seizoen niet heeft meegespeeld op het hogere amateurniveau, vroegtijdig de competitie heeft verlaten of uit de competitie is gezet.

In het seizoen 1944/45 was er wegens de Tweede Wereldoorlog geen regulier competitievoetbal.

### Trainers
| Seizoen(en)     | Trainer                                                                      |
| --------------- | ---------------------------------------------------------------------------- |
| 1999/00         | Bert Oldenburger                                                             |
| 2000/01         | John Koops                                                                   |
| 2001/02         | Jans Bos (t/m 1 oktober 2001)                                                |
| 2002/03-2003/04 | Willem Zwikker                                                               |
| 2004/05-2005/06 | Alami Ahannach                                                               |
| 2006/07-2008/09 | André Paus                                                                   |
| 2009/10         | John de Wolf                                                                 |
| 2010/11         | Alami Ahannach (t/m oktober 2010) Joseph Oosting (per november 2010)         |
| 2011/12-2012/13 | Hendrik Oosting                                                              |
| 2013/14         | Claus Boekweg (t/m 19 september 2013) Joseph Oosting (per 23 september 2013) |
| 2014/15-2015/16 | Paul Weerman                                                                 |

## Bekende (Oud-)spelers
- Junior Albertus
- Diederik Bangma
- Jurjen Bijleveld
- Steven de Blok
- Joseph Oosting

SC Angelslo · VV Bargeres · VV C.E.C. · VV Drenthina · DVC '59 · DZOH · VV EHS '85 · FC Emmen · VV Emmen · Erica '86 · SC Erica · FC Klazienaveen · NWVV · SC Roswinkel · VV Schoonebeek · VV SVBC · VV SVBO · SVV '04 · VV Titan · SV Twedo · VV VEV · VV Weerdinge · Weiteveense Boys · WKE '16 · VV Zandpol · SC Zwartemeerse Boys

Voormalig: SC Drente· VV Klazienaveen· VV Zwartemeer